# Corythalia noda
Corythalia noda là một loài nhện trong họ Salticidae.
Loài này thuộc chi Corythalia. Corythalia noda được Ralph Vary Chamberlin miêu tả năm 1916.